# Locomotiva FS 215
Le locomotive gruppo 215 sono una famiglia di locomotive a vapore di tipo "bourbonnais", entrate in servizio a partire dal 1864 sulle varie reti italiane e poi confluite nel parco rotabili delle Ferrovie dello Stato.

## Storia
La numerosa famiglia di locomotive, poi definita del "gruppo 215 FS" appartiene al gruppo di locomotive identificate come "Bourbonnais" perché le loro capostipiti progettuali entrarono in servizio nel 1855 in Francia acquistate dalla "Compagnie du Bourbonnais" dalla fabbrica francese Cail e Koechlin. Data la loro affidabilità dovuta alla semplice impostazione e alla facile manutenzione si diffusero rapidamente per tutta l'Europa e quindi anche presso le varie compagnie ferroviarie italiane. Vennero consegnate, nel periodo 1864-1892 alle "Strade Ferrate del Lombardo-Veneto", passando poi alla SFAI. Nel 1885 vennero ripartite in numero di 79 alla Rete Adriatica dove vennero classificate nel "Gruppo RA 390" e di 213 alla Rete Mediterranea dove furono incorporate nel gruppo RM 3201-RM 3550. Quest'ultima rete ne acquistò ancora 102 unità. Come in uso al quel tempo le locomotive ricevettero ciascuna un nome proprio: la RM 3409 (ex SFAI 1087) ad esempio si chiamava "Licata".
Le locomotive vennero costruite da ben 12 costruttori diversi di Francia, Germania, Austria e Italia. Ben 42 "Bourbonnais" vennero costruite nell'allora grande Opificio di Pietrarsa a partire dal 1883.
Nel 1905 con il passaggio alle Ferrovie dello Stato le locomotive, ormai nel notevole numero di 394 unità, vennero riunite  a formare il Gruppo 215.
Le radiazioni iniziarono presto dato che ormai la tecnica aveva rese obsolete le pur oneste "bourbonnais"; entro il 1915 ne vennero radiate oltre 70, entro il 1925 oltre 200 unità ed entro il 1930 quasi tutto il gruppo era scomparso.

## Caratteristiche
Le locomotive essendo state prodotte entro un lungo arco di tempo e da 12 costruttori diversi presentavano un certo numero di differenze. La caldaia era di quattro tipi diversi ed il forno era del tipo Belpaire, ma all'atto dell'incorporazione nel parco FS si cercò di operare una certa unificazione adottando un complesso forno-caldaia di tipo cilindrico comune ad altri gruppi.
Le "215" erano macchine per traino misto della potenza di 450 CV  e la velocità massima di 50 km/h.
Il rodiggio era a tre assi motori accoppiati tra loro (0-3-0), con ruote di medie dimensioni, ed erano seguite da un tender a due o a tre assi in grado di contenere, a seconda della versione, 7 o 8,2 tonnellate d'acqua e 3 tonnellate di carbone.
Il motore era a due cilindri esterni a vapore saturo e semplice espansione, con distribuzione Stephenson e pressione massima di 9 kg per centimetro quadrato.
La locomotiva era sprovvista di freno, come in uso al tempo e frenava con l'uso del controvapore. Le sole locomotive 2326-2327-2328-2329 erano dotate di freno ad aria compressa che agiva sulle sole ruote del tender.
Queste prestazioni erano buone, sufficiente al tempo la velocità, a cui si univano il peso assiale ridotto, i consumi contenuti e la versatilità di impiego.